# Côte Chalonnaise

Mapa regionu Côte Chalonnaise

Côte Chalonnaise – francuski region winiarski położony w Burgundii. Region leży na południe od innego rejonu winiarskiego, Côte d'Or. Côte Chalonnaise leży w dolinie rzeki Saony, a największym miastem położonym w regionie jest Chalon-sur-Saône.
Wina produkuje się głównie w północnej części regionu, w pobliżu miejscowości: Bouzeron, Rully, Mercurey, Givry, Buxy oraz Montagny. W winnicach uprawia się przede wszystkim odmiany pinot noir (na wina czerwone) oraz chardonnay (białe). Winnice w regionie Côte Chalonnaise rozciągają się na długości ponad 25 kilometrów, co czyni przemysł winny najważniejszą formą rolnictwa w okolicy.

## Miejscowości i gatunki win
- Rully – miejscowość znana z produkcji różnogatunkowych win białych.
- Mercurey – największa miejscowość w rejonie. Produkuje praktycznie tylko wina czerwone
- Givry – miejscowość zajmująca się głównie produkcją win czerwonych
- Montagny – miejscowość produkująca wyłącznie wina białe.